# 内尾真子
内尾　真子（うちお　まこ、1995年9月11日 - ）は、愛知県大府市出身の、日本人の女子柔道選手である。階級は52kg級。身長155cm。血液型はA型。段位は弐段。組み手は右組み。得意技は大外刈。

## 経歴
柔道は7歳の時に始めた。所属していた大石道場では、後に48kg級の世界チャンピオンとなる近藤亜美と同期だった。小学校6年の時には全国小学生学年別柔道大会45kg超級で2位になった。
中学になると神奈川県にある相武館吉田道場に入門して寮生活を送ることになった。相原中学1年の近代柔道杯では決勝で大成中学と対戦すると、小学校時代のチームメイトであった近藤を技ありで破り、エースである1年先輩の田代未来とともに優勝に貢献することとなった。2年の時には全国中学校柔道大会の団体戦で優勝した。マルちゃん杯には出場しなかったがチームは優勝して、中学女子では史上初となる中学団体3冠(近代柔道杯、全国中学校柔道大会、マルちゃん杯)を達成した。近代柔道杯では同級生の芳田司とともに2連覇に貢献した。3年の時には全国中学校柔道大会で個人戦、団体戦ともに5位に終わると、マルちゃん杯でも3位にとどまった。
桐蔭学園高校に進むと、2年の時にはインターハイ52kg級を制して、57kg級で勝った1年先輩の山本杏とアベック優勝を飾ることになった。さらに全国高校選手権でも優勝を果たした。3年のインターハイでは3位に終わると、全日本ジュニアでも2位にとどまるが、アジアジュニアでは優勝を成し遂げた。
2014年には筑波大学へ進学すると、1年の時には全日本ジュニアで優勝した。世界ジュニアの個人戦では準決勝でルーマニアのアレクサンドラ・フロリアンに裏投げで敗れて3位だった。しかし、団体戦では決勝の先鋒戦(52kg級)こそ48kg級の近藤に出場の機会を譲る格好となったが、準決勝まで全て勝利してチームの優勝に貢献した。講道館杯では3位に入った。2015年のヨーロッパオープン・ソフィアでは準々決勝でロンドンオリンピック銅メダリストのプリシラ・ネトに一本勝ちすると、決勝でも環太平洋大学3年の黒木美晴を有効で破って、シニアの国際大会初優勝を飾った。
2年になると、4月の選抜体重別では準決勝でコマツの橋本優貴に指導1で敗れるが3位に入った。7月のユニバーシアードでは決勝でフロリアンを内股で破って優勝を飾った。また、団体戦でも初戦から決勝まで全勝してチームの優勝に貢献した。10月の学生体重別では決勝で帝京大学2年の森由芽香を破って優勝を飾った。この際に、「(小学生時代から競い合い、48kg級の世界チャンピオンにまで登りつめた同期の近藤亜美に)負けられないし、自分も頑張ればあの位置までいける。一つ一つ勝ち、東京五輪の代表になりたい」とコメントした。11月のグランプリ・チェジュでは決勝で世界選手権2位のアンドレア・キトゥに小外掛で敗れて左足を負傷した。
3年になると、4月の選抜体重別では初戦で了徳寺学園職員の西田優香に指導3で敗れた。グランプリ・ウランバートルでは決勝で地元モンゴルのチントグトフ・アッザヤと対戦すると、指導1を先取されるも終了直前に指導1を取り返し、GSに入ってから2分半過ぎに相手の掛け逃げで指導2を取り、IJFワールド柔道ツアー初優勝を飾った。10月の学生体重別では5位にとどまり、2連覇はならなかった。国体成年女子の部では茨城県チームの一員で出場して優勝を飾った。11月の講道館杯では5位にとどまった。2017年2月のヨーロッパオープン・ソフィアでは決勝で福岡大学2年の立川莉奈にGSに入ってから指導1で優勢勝ちして、今大会2年ぶり2度目の優勝を飾った。
4年になると、4月の選抜体重別では初戦で了徳寺学園職員の志々目愛に反則負けを喫した。6月の優勝大会では2位だった。学生体重別と体重別団体ではそれぞれ3位だった。
2018年からは自衛隊体育学校の所属となった。アジアオープン・台北では準決勝で三井住友海上の前田千島、決勝でモンゴルの選手にそれぞれ一本勝ちして優勝した。8月の実業個人選手権では決勝でJR東日本の甫木実咲に敗れた。11月の講道館杯では3位だった。2019年11月の講道館杯では決勝で福岡県警の立川莉奈に反則勝ちして優勝した。グランドスラム・大阪では初戦で韓国の朴多率に技ありで敗れた。2020年1月のヨーロッパオープン・オディヴェーラスでは決勝で立川に反則負けして2位だった。

## 戦績
- 2007年 -　全国小学生学年別柔道大会　2位(45kg超級)
- 2007年 -　全日本選抜少年柔道大会　5位
- 2009年 -　近代柔道杯　優勝
- 2009年 -　全国中学校柔道大会　個人戦　5位　団体戦　優勝
- 2010年 -　近代柔道杯　優勝
- 2010年 -　全国中学校柔道大会　個人戦　5位(63kg級)　団体戦　5位
- 2010年 -　マルちゃん杯　3位
- 2012年 -　全国高校選手権　5位
- 2012年 -　インターハイ　優勝
- 2012年 -　エクサンプロヴァンスジュニア国際　優勝
- 2013年 -　ベルギー国際柔道大会　ジュニアの部　優勝　シニアの部　3位
- 2013年 -　全国高校選手権　優勝
- 2013年 -　インターハイ　3位
- 2013年 -　全日本ジュニア　2位
- 2013年 -　アジアジュニア　優勝
- 2014年 -　ポーランドジュニア国際　優勝
- 2014年 -　全日本ジュニア　優勝
- 2014年 -　世界ジュニア　個人戦　3位　団体戦　優勝
- 2014年 -　講道館杯　3位
- 2015年 -　ヨーロッパオープン・ソフィア　優勝
- 2015年 -　選抜体重別　3位
- 2015年 -　ユニバーシアード　個人戦　優勝　団体戦　優勝
- 2015年 -　学生体重別　優勝
- 2015年 -　講道館杯　7位
- 2015年 -　グランプリ・チェジュ　2位
- 2016年 -　優勝大会　5位
- 2016年 -　グランプリ・ウランバートル 優勝
- 2016年 -　学生体重別　5位
- 2016年 -　国体成年女子の部　優勝
- 2016年 -　講道館杯　5位
- 2017年 -　ヨーロッパオープン・ソフィア　優勝
- 2017年 -　優勝大会　2位
- 2017年 -　学生体重別　3位
- 2017年 -　体重別団体　3位
- 2018年 -　アジアオープン・台北　優勝
- 2018年 -　実業個人選手権　2位
- 2018年 -　講道館杯　3位
- 2019年 -　実業個人選手権　3位
- 2019年 -　講道館杯　3位
- 2020年 -　ヨーロッパオープン・オディヴェーラス　2位

(出典、JudoInside.com)